# Vukovar, poste restante
Pour plus de détails, voir Fiche technique et Distribution.
Vukovar, poste restante (Вуковар, једна прича, Vukovar, jedna priča) est un drame de guerre italo-yougoslave réalisé par Boro Drašković et sorti en 1994.

## Synopsis
Le film se déroule au début des années 1990 dans la ville de Vukovar. Au centre de l'histoire se trouve une famille mixte composée d'un homme serbe récemment marié, Tomo, et d'une femme croate, Anna, qui ont construit une nouvelle maison et attendent un enfant. Mais très vite, l'idylle familiale est interrompue par la crise politique qui secoue le pays : des rassemblements agressifs ont lieu dans les rues, des tirs sont entendus la nuit et l'inscription « Serbes, sortez ! » apparaît sur le mur de leur maison. Tomo est bientôt enrôlé dans l'armée populaire yougoslave, tandis qu'Anna, enceinte, et sa famille restent à la maison.
La guerre civile commence et Tomo y participe. Bientôt, son unité prend part à la bataille sanglante de Vukovar et il voit dans le viseur télescopique de son fusil de sniper ses anciens amis et voisins de l'autre côté des barricades. Pendant ce temps, des pillards armés s'introduisent la nuit dans la maison d'Anna, la violent et lui volent des objets de valeur. Tomo parvient tout de même à se faufiler dans sa maison et à rencontrer Anna.
Le lendemain, une bataille éclate près de la maison et celle-ci est occupée par des soldats croates. Tomo, blessé, rejoint sa position et assiste, impuissant, aux tirs des chars sur sa maison. Anna se cache dans une cave avec les réfugiés et donne naissance à un enfant dans les ruines de la ville détruite. Le film se termine par une scène symbolique : Tomo et Anna se voient pour la dernière fois à travers les fenêtres des bus, l'un allant à Zagreb et l'autre à Belgrade. Les derniers plans du film sont des panoramiques de Vukovar ravagée par les combats et du château d'eau de Vukovar, symbole officieux de la guerre civile.

## Fiche technique
- Titre français : Vukovar, poste restante[1]
- Titre original serbo-croate : Vukovar, jedna priča[2]
- Titre original serbe cyrillique : Вуковар, једна прича
- Réalisation : Boro Drašković
- Scénario : Boro Drašković, Maja Drašković
- Photographie : Aleksandar Petković (sh)
- Montage : Snezana Ivanovic (sr)
- Musique : Sanja Ilić
- Décors : Miodrag Mirić (sr)
- Costumes : Mirjana Ostojic
- Production : Danka Muzdeka Mandzuka, Zlatko Mandzuka, Steven North, Dante Palladino, Biljana Prvanovic
- Société de production : Iskra
- Pays de production :  RF Yougoslavie -  Italie
- Langue originale : serbe
- Format : Couleurs - 1,66:1 - Son mono - 35 mm
- Durée : 96 minutes
- Genre : Drame de guerre
- Dates de sortie :
  - Yougoslavie : 3 juillet 1994

## Distribution
- Mirjana Joković : Ana
- Svetlana Bojković : Vilma
- Boris Isaković (sh) : Toma
- Predrag Ejdus (sh) : Stjepan
- Mihailo Janketić (sh) : Dusan
- Dušica Žegarac (sh) : Vera
- Monika Romić : Ratka
- Goran Drozdek : Domagoj
- Nebojša Glogovac (sh) : Fadil
- Mira Banjac : Milka

## Production
Le film a été tourné à la fin de l'année 1993 dans la ville de Vukovar, détruite par la guerre, à seulement dix kilomètres des lignes de front. Les scènes de combat ont été filmées en silence pour ne pas perturber ou effrayer les quelques civils qui restaient dans la ville.